# CF Atlètic Amèrica
O CF Atlètic Amèrica é um clube de futebol de Andorra. O clube joga atualmente em Segona Divisió.